# Sportclub Austria Lustenau 2016-2017

## Rosa
| N. |                     | Ruolo | Calciatore         |
| -- | ------------------- | ----- | ------------------ |
| 1  | Austria (bandiera)  | P     | Christopher Knett  |
| 4  | Austria (bandiera)  | C     | Stefan Bergmeister |
| 5  | Austria (bandiera)  | D     | Christoph Stückler |
| 7  | Brasile (bandiera)  | A     | Jailson            |
| 8  | Brasile (bandiera)  | A     | Bruno              |
| 9  | Austria (bandiera)  | A     | Valentin Grubeck   |
| 10 | Germania (bandiera) | C     | Julian Wießmeier   |
| 14 | Austria (bandiera)  | D     | Alexander Joppich  |
| 15 | Austria (bandiera)  | P     | Nicolas Mohr       |
| 16 | Austria (bandiera)  | C     | Peter Haring       |
| 17 | Austria (bandiera)  | C     | Daniel Sobkova     |

| N. |                     | Ruolo | Calciatore        |
| -- | ------------------- | ----- | ----------------- |
| 20 | Benin (bandiera)    | C     | Jodel Dossou      |
| 21 | Austria (bandiera)  | C     | Okan Öner         |
| 22 | Austria (bandiera)  | D     | Marco Stark       |
| 23 | Austria (bandiera)  | C     | Pius Grabher      |
| 24 | Austria (bandiera)  | C     | Mario Bolter      |
| 27 | Austria (bandiera)  | C     | Marco Krainz      |
| 28 | Germania (bandiera) | C     | Philip Roller     |
| 33 | Turchia (bandiera)  | D     | İlkay Durmuş      |
| 70 | Austria (bandiera)  | A     | Yusuf Özüyer      |
| 77 | Austria (bandiera)  | C     | Seyfettin Akdeniz |
|    | Austria (bandiera)  | D     | Benjamin Kaufmann |